# Liste des partis politiques au Costa Rica

Drapeau du Parti d'union nationale.

Longtemps, le Costa Rica a connu un modèle bipartite, ce qui signifie qu'il y avait deux partis politiques dominant la scène politique costaricienne, avec une difficulté extrême pour que quiconque réalise un succès électoral sous une bannière différente. Après l'élection de 2002 et la révélation de partis tiers, le bipartisme expira. Il y a aujourd'hui[Quand ?] plusieurs partis importants.

## Partis nationaux
- Parti unité sociale-chrétienne (Partido de Unidad Socialcristiana)
- Parti de la libération nationale (Partido Liberación Nacional)
- Parti d'action citoyenne (Partido Acción Ciudadana)
- Mouvement libertarien (Partido Movimiento Libertario)
- Parti de la rénovation costaricaine (Partido Renovación Costariccense)
- Force démocratique (Fuerza Democrática)
- Parti de l'intégration nationale (Partido Integración Nacional)
- Parti d'union pour le changement (Partido Unión para el Cambio)
- Parti d'union nationale (Partido Unión Nacional)
- Parti Patrie d'abord (Partido Patria Primero)
- Parti d'union patriotique (Partido Unión Patriótica)
- Parti d'alliance démocratique nationaliste (Partido Alianza Democrática Nacionalista)
- Parti du secours national (Partido Rescate Nacional)
- Gauche unie (Izquierda Unida)
- Front large (Frente Amplio), San José
- Accessibilité sans exclusion (Accesibilidad sin Exclusión), San José
- Organisation socialiste révolutionnaire (Organización Socialista Revolucionaria)

## Partis provinciaux
- Action démocratique alajuelaise (Acción Democrática Alajuelense), Alajuela
- Parti Action Travailliste Agricole (Partido Acción Laborista Agrícola), Alajuela
- Nouvelle Ligue féministe (Nueva Liga Feminista), San José

## Partis locaux
- Parti du Soleil (Partido del Sol)